# Middenstandspartij (1918-1921)
De Middenstandspartij was een Nederlandse belangenpartij, die bestond tussen 1918 en 1921. De partij zette zich in voor de rechten en belangen van, zoals het werd genoemd, 'het volksdeel in de Nederlandse samenleving, hetwelk geklemd is tussen bezittende klasse en proletariaat'; de zogenoemde middenstanders. De Middenstandspartij had vooral een sterke aanhang in de gemeente Amsterdam.
De partij richtte zich bij uitstek op de belangen van de middenstand. Zij keerde zich tegen staatsbemoeienis, ambtenarij en bureaucratie. Op economisch gebied stond zij een liberale politiek voor, zowel nationaal als internationaal.
Specifieke programmapunten waren onder meer: belastingheffing naar draagkracht, snel en goedkoop recht, steun en erkenning van middenstandsorganisaties, gelijkstelling van middenstanders met arbeiders bij de ouderenzorg, lagere kosten voor defensie en versterking van de band tussen Nederland en de koloniën.
De enige vertegenwoordiger van de Middenstandspartij was de Amsterdammer Abraham Staalman, die actief was in Nederlandse Bond van koffiehuis- en restauranthouders en slijters. Tot 1921 maakte hij deel uit van de Neutrale fractie onder leiding van Treub. In 1921 ging de Middenstandspartij op in 'de Vrijheidsbond'. Staalman nam in 1922 en 1925 met Ter Hall namens die partij deel aan de Tweede Kamerverkiezingen met een afzonderlijke lijst.
De Middenstandspartij kreeg in 1918 ruim 12.500 stemmen, waarvan bijna een kwart in Amsterdam. In Amsterdam was de Middenstandspartij tussen 1919 en 1921 met één zetel in de gemeenteraad vertegenwoordigd.
Staalman richtte in 1929 de Middenpartij voor Stad en Land op die in zich in 1930 in twee groepen splitste die beiden onder deze naam opereerden. Tot 1933 was de partij met één zetel in de Tweede Kamer vertegenwoordigd door Floris Vos.